# پارکانو
پارکانو (به لاتین: Parkano) یک شهرک در فنلاند است که در پیرکانما واقع شده‌است. این شهرک در سال ۲۰۱۷ میلادی ۶٬۶۳۰ نفر جمعیت داشته‌است.